# رخ‌گردی

این پویانمایی که نشان‌دهنده چشم‌انداز کره ماه در طی یک ماه است بطوریکه هر روز در یک لحظه مشخص عکسی از سطح آن گرفته شود. پدیده رخگردی آنرا نیز به وضوح می‌نمایاند.

رُخ‌گردی (به انگلیسی: libration). حرکات نوسانی اجرام فضایی نسبت به هم است. در مورد کره ماه رخ‌گردی باعث پدیدار شدن ۹ درصد از گوشه‌های نیمه ناآشکار ماه به صورت متناوب در زمان‌بندی گردش ماهانه ماه برای مشاهده‌کنندگان زمینی می‌شود.
این پدیده از چشم زمینیان در مشاهده ماه آشکار است. سمت پیدای ماه یعنی سمتی از کرهٔ ماه که رو به زمین است در نمایاندن سطح خود به زمین نوساناتی دارد که در نتیجه رخ‌گردی، رصدکننده علاوه بر «چهره» ماه «گونه‌هایش» را هم می‌تواند مشاهده کند. رخ‌گردی باعث می‌شود که بیننده از زمین بتواند مجموعاً ۵۹ درصد از سطح ماه را ببیند.
سه گونه رخ‌گردی وجود دارد: ماهانه طولی و عرضی و روزانه.
بر اثر رخ‌گردی عرضی رأس «پیشانی» و زیر «چانه» ماه متناوباً آشکار می‌شود. رخ‌گردی‌های روزانه به مکان بیننده بر روی زمین بستگی دارد.
رخگردی ماهانه طولی حدوداً در هنگام رسیدن ماه به فاصله متوسط کره زمین -تقریباً مابین نقاط اوج و حضیض- دو بار در یکماه سی‌روزه حداکثر ۷ونیم درجه از استوای ماه (۲۲۵ کیلومتر) را متناوباً باز می‌نمایاند. در رخگردی ماهانه عرضی بعلت تغییرات انحراف میل عرضی ماه نسبت به زمین در نقاط میل شمالی و جنوبی ماه هرماه سی‌روزه دو بار حداکثر تا ۶ونیم درجه از نواحی قطبین آن متناوباً پدیدار می‌شود؛ و در رخگردی روزانه بر اساس جابجایی روزانه ناظر زمینی نسبت به ماه اختلاف منظر طولی حدود ۱ درجه برای یک ناظر ثابت ایجاد می‌کند.